# William Gardiner
William Gardiner (1808-1852) fue un botánico escocés.
Nace en Overgate, Dundee el 13 de julio de  1808. Su padre, William Gardiner (Dundee, 1789) fue un botánico, jardinero, tejedor y poeta. Él fue comerciante y artesano en paraguas, con negocio en Dundee desde 1825 hasta su deceso en 1852, y también era amante de la Botánica, recolectando y vendiendo sets de especímenes de la flora de Escocia. Fue secretario de la "Sociedad de la naturaleza de Gleaners de Dundee", en 1829. 

## Algunas publicaciones
Participó de numerosas publicaciones incluyendo:
- Magazine of Natural History 1832-1836
- Transactions of the Botanical Society of Edinburgh, 1839.

Otras obras fueron: 
- Botanical rambles in Braemar, 1844.
- Twenty lessons on British Mosses, 1846.[1]
- The Flora of Forfarshire, 1848.[1]
- Twenty lessons on British Mosses, segunda edición, 1849.[1]

Su "Repositorio Botánico", un enorme volumen de 1000 folios con prolija escritura en cursiva inglesa (copperplate script) y decoraciones de los márgenes, se resguarda en la "Biblioteca Central de Dundee", junto a otros manuscritos. Y su correspondencia se almacena en el Real Jardín Botánico de Kew, y algo de sus colecciones de plantas, duplicadas en Dundee, y en la "Hull University" (cerca de 170 especímenes, mayormente de Forfar) y en el "Natural History Museum". Su herbario de líquenes de aproximadamente 100 especímenes está en el "Museo Hancock", en Newcastle en Tyne. 
William Gardiner fallece en Dundee el 21 de junio de 1852.

## Honores
En su honor se nombraron las especies:
- Sphoeria gardineri Berkeley.

## Abreviatura
- La abreviatura «Gardiner» se emplea para indicar a William Gardiner como autoridad en la descripción y clasificación científica de los vegetales.[2]